# Arthur Holmes Medal
Die Arthur Holmes Medal ist ein Preis in Geowissenschaften der European Geosciences Union (EGU). Sie ist nach dem britischen Geologen Arthur Holmes benannt. Bis zum Jahr 2003 wurde sie von der European Union of Geosciences (EUG) verliehen, die dann in der EGU aufging.
Sie wird für herausragende Leistungen in den Wissenschaften der festen Erde verliehen.

## Preisträger
- 1983: D. S. Korzhinskii, H. Ramberg
- 1985: A. E. Ringwood
- 1987: G. J. Wasserburg
- 1989: W. S. Fyfe
- 1991: J. G. Ramsay, M. Mattauer
- 1993: J. F. Dewey
- 1995: C. J. Allègre, R. K. O’Nions
- 1997: E. Stolper, B. Wood
- 1999: I. Kushiro
- 2001: F. Albarède
- 2003: C. H. Langmuir
- 2004: Stephen Sparks
- 2005: Anny Cazenave
- 2007: Claude Jaupart
- 2008: Anthony B. Watts
- 2009: David Gubbins
- 2010: Roland von Huene
- 2011: William E. Dietrich
- 2012: Vincent Courtillot
- 2013: Sierd Cloetingh
- 2014: Kevin C. A. Burke
- 2015: Carlo Laj
- 2016: Trond H. Torsvik
- 2017: Jean-Pierre Brun
- 2018: A. M. Celâl Şengör
- 2019: Jean Braun
- 2020: Donald B. Dingwell
- 2021: Laurent Jolivet
- 2022: William Lowrie
- 2023: Mathilde Cannat
- 2024: Claudio Faccenna
- 2025: Paul Tackley[2]